# Marie-Aimée de Kermorvan
 (mars 2024).
Si vous disposez d'ouvrages ou d'articles de référence ou si vous connaissez des sites web de qualité traitant du thème abordé ici, merci de compléter l'article en donnant les références utiles à sa vérifiabilité et en les liant à la section « Notes et références ».
Marie-Aimée de Kermorvan, née à Curepipe à l'île Maurice en 1904 (baptisée le 16 mai 1904 à l'église Sainte-Thérèse de Curepipe) et morte en septembre 1985, est une écrivaine et poétesse mauricienne de langue française.

## Biographie
Sa famille, d'origine française, était implantée dans l'île depuis le XVIIe siècle du côté de son père, et depuis le XVIIIe du côté maternel. Elle vécut ses seize premières années dans cette île de l'Océan Indien. En 1921, son père, Jean Baptiste Lucien Vigoureux de Kermorvan, vint en France avec les quatre enfants nés de son mariage avec Léontine Eugénie Manès et s'établit dans la région parisienne.
Marie-Aimée se lia avec les poètes de l'École romane, fondée en 1892 par Jean Moréas et en particulier avec Raymond de La Tailhède et Charles Maurras, ainsi qu'avec le poète breton Charles Le Goffic. En 1929, elle publia un premier recueil de poésies, Soleil de France, chez l'éditeur Antoine Redier. Un second recueil suivra, en 1936, Jeu de balance, préfacé par Raymond de La Tailhède, et un troisième et dernier, Eurydice aux rives du jour en 1964 aux éditions Points et Contrepoints.
Elle collabora à divers journaux et revues comme, avant la guerre, la Revue universelle et L'Action française ; après la guerre, aux Libertés françaises de François Daudet, à Aspects de la France, à La Nation française de Pierre Boutang et aux Cahiers Charles Maurras, défendant tant ses amitiés littéraires que ses convictions monarchistes.
Elle avait également publié en 1946 Les Cannibales, conte moral et politique préfacé par Charles Maurras.
Malgré de nombreuses demandes, la nationalité française lui fut refusée, tant par la Troisième République que par la Quatrième.
Une citation tirée de La Complainte de l'exilé dans Soleil de France :
Oh ! Qui dira pourquoi ? Belle île
Ne serait-ce l’amer frisson
Et ne serait-ce la chanson
De tous ceux que la vie exile ?
Car voici sept ans envolés !
Comme au premier jour un mirage
Me presse, le vôtre, ô rivages
Lointains, et que j’ai trop aimés.

## Prix
- Prix Sivet 1979, pour le recueil Choix de poésies.

## Sources
- Fonds Marie-Aimée de Kermorvan (Bibliothèque littéraire Jacques Doucet)